# Територія краси
«Територія краси» — український телесеріал, випущений у 2009 році Film.UA спільно з телеканалом Інтер. Прем'єра відбулась на каналі Інтер. Пісня Тіни Кароль «У неба попросим» стала офіційним саундтреком до теленовели.

## Сюжет
Історія починається зі святкування ювілею голови родини, професора медицини та головного лікаря обласної лікарні Андрія Андрійовича Фокіна (Сергій Романюк), який збирається на пенсію та чекає наказу міністерства охорони здоров'я щодо призначення нового головного лікаря.
Саме цього дня розлучається його старша донька Юлія (Варвара Андрєєва) зі своїм чоловіком Іллею Верлицьким (Євген Коряковський).
У розпал святкування з'являється військовий лікар Федор Ракітін (Микита Звєрєв). Всі присутні завмирають, бо кожному є що згадати. Адже Федір був коханцем Юлії Фокіної. А зараз він приймає пропозицію стати новим головним лікарем.
Молодша донька ювіляра Варя (Ольга Лук'яненко) відразу ж закохується у Федора. І з часом починає ревнувати його до сестри, дізнавшись про сімейну таємницю.
Впродовж телесеріалу герої все ж таки знайдуть відповідь на запитання: «Чи можна увійти двічі в одну річку?». Але кожен це зробить по-своєму — досить неочікувано та непередбачувано…

## В ролях
- Сергій Романюк — Андрій Андрійович Фокін, батько Юлії та Варі
- Варвара Андрєєва — Юлія Фокіна-Верлицька, старша донька Андрія Фокіна
- Євген Коряковський — Ілля Верлицький, хірург
- Микита Звєрєв — Федір Ракітін
- Ольга Лук'яненко — Варвара Фокіна, молодша донька Андрія Фокіна
- Ольга Сумська — Христина Івановська, художниця
- Юлія Мавріна — Катерина Хатка, старша медична сестра
- Дмитро Суржиков — Вадим Славін, директор клініки
- Наталія Васько — Лариса, психолог
- Ольга Сторожук — Віра, медична сестра на ресепшені
- Лада Денс — Аліна Розаєва, зіркова пацієнтка клініки
- Дмитро Оськін — продюсер Розаєвої
- Станіслав Голопатюк — Матвій Стежкін, журналіст-пронира
- Катерина Гулякова — Настя Аверіна, подруга Варі
- Георгій Делієв — Стас Ландишев, рок-музикант
- Оксана Байрак — Жанна Пастухова, постійна клієнтка клініки
- Олена Турбал — постова медична сестра
- Ірма Вітовська — Вероніка Федорівна, клієнтка клініки
- Олександр Бондаренко — епізод